# Hawkinsinuria
La hawkinsinuria (HWKS)  es un trastorno metabólico autosómico dominante que afecta el metabolismo de la tirosina.
Normalmente, la degradación del aminoácido tirosina implica la conversión de 4-hidroxifenilpiruvato en homogentisato por la 4-hidroxifenilpiruvato dioxigenasa . La deficiencia completa de esta enzima provocaría tirosinemia III. Sin embargo, en casos excepcionales, la enzima aún puede producir el intermedio reactivo ácido 1,2-epoxifenil acético, pero no puede convertirlo en homogentisato. El intermedio reacciona entonces espontáneamente con glutatión para formar ácido 2-L-cisteína-S-il-1,4-dihidroxi-ciclohex-5-en-1-il acético (hawkinsina). 
Los pacientes presentan acidosis metabólica durante el primer año de vida y detención del crecimiento alrededor del momento del destete. El tratamiento consiste en una dieta baja en fenilalanina y tirosina. La tolerancia a estos aminoácidos se normaliza con la edad. En ese momento, solo un olor a cloro en la orina indica la presencia de la afección. Los pacientes llevan una vida normal y no requieren tratamiento ni una dieta especial. 
La producción de hawkinsina es el resultado de una mutación con ganancia de función. Por lo tanto, la hawkinsinuria se hereda autosómica dominante (la presencia de una sola copia mutada del gen causa la afección). El gen afectado es el gen HPD, que codifica la 4-hidroxifenilpirúvico dioxigenasa, en el cromosoma 12q24. Es inusual, ya que la mayoría de los demás errores innatos del metabolismo son causados por mutaciones con pérdida de función y, por lo tanto, tienen herencia recesiva (la afección solo se presenta si ambas copias están mutadas).